# Kanton Compiègne-1
Compiègne-1 is een kanton in Frankrijk. Het kanton werd gevormd bij decreet van 20 februari 2014 met uitwerking op 22 maart 2015.
Kanton Compiègne-1 omvat de volgende gemeenten: 
1. Compiègne, voor een deel
2. Attichy
3. Autrêches
4. Berneuil-sur-Aisne
5. Bienville
6. Bitry
7. Choisy-au-Bac
8. Clairoix
9. Couloisy
10. Courtieux
11. Janville
12. Jaulzy
13. Margny-lès-Compiègne
14. Moulin-sous-Touvent
15. Nampcel
16. Rethondes
17. Saint-Crépin-aux-Bois
18. Saint-Pierre-lès-Bitry
19. Tracy-le-Mont
20. Trosly-Breuil

Compiègne zelf is verdeeld over de kantons Compiègne-1 en Compiègne-2.